# Anse Du Mé
Anse Du Mé – wieś w północnej Dominice, w parafii św. Andrzeja. Mieszkańcy zajmują się przede wszystkim połowem ryb.